# آتسوشی یوشیموتو
آتسوشی یوشیموتو (انگلیسی: Atsushi Yoshimoto؛ زادهٔ ۱۴ ژانویهٔ ۱۹۸۲) بازیکن فوتبال اهل ژاپن است.